# اورا سراتا
اورا سراتا (به انگلیسی: ora serrata) ناحیه مضرسی بین شبکیه و جسم مژگانی است. این منطقه نشان‌دهنده انتقال از منطقه ساده و غیر حساس به نور جسم مژگانی، به منطقه پیچیده، چند لایه و حساس به نورِ شبکیه است. لایه رنگدانه‌ای بر روی کروئید، جسم مژگانی و عنبیه به صورت پیوسته ادامه دارد، در حالی که لایه عصبی درست قبل از جسم مژگانی ختم می شود که این نقطه اورا سراتا (حاشیه مضرس) است. در این ناحیه، اپیتلیوم رنگدانه‌ای شبکیه به اپیتلیوم رنگدانه‌ای خارجی جسم مژگانی، و بخش داخلی شبکیه به اپیتلیوم غیر رنگدانه‌ای جسم مژگانی تغییر می‌یابد. 

## نگارخانه

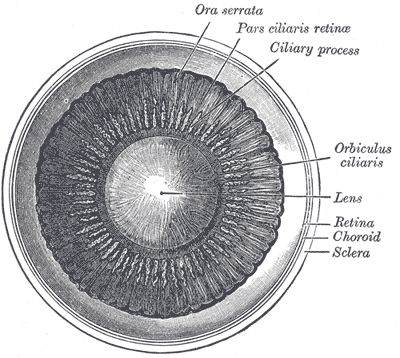
نمای داخلی از نیمه قدامی کره چشم
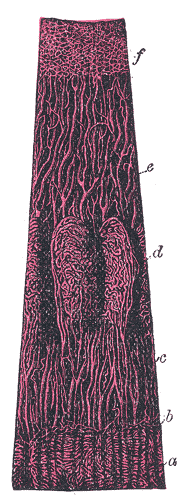
عروق کروئید، زوائد مژگانی و عنبیه یک کودک
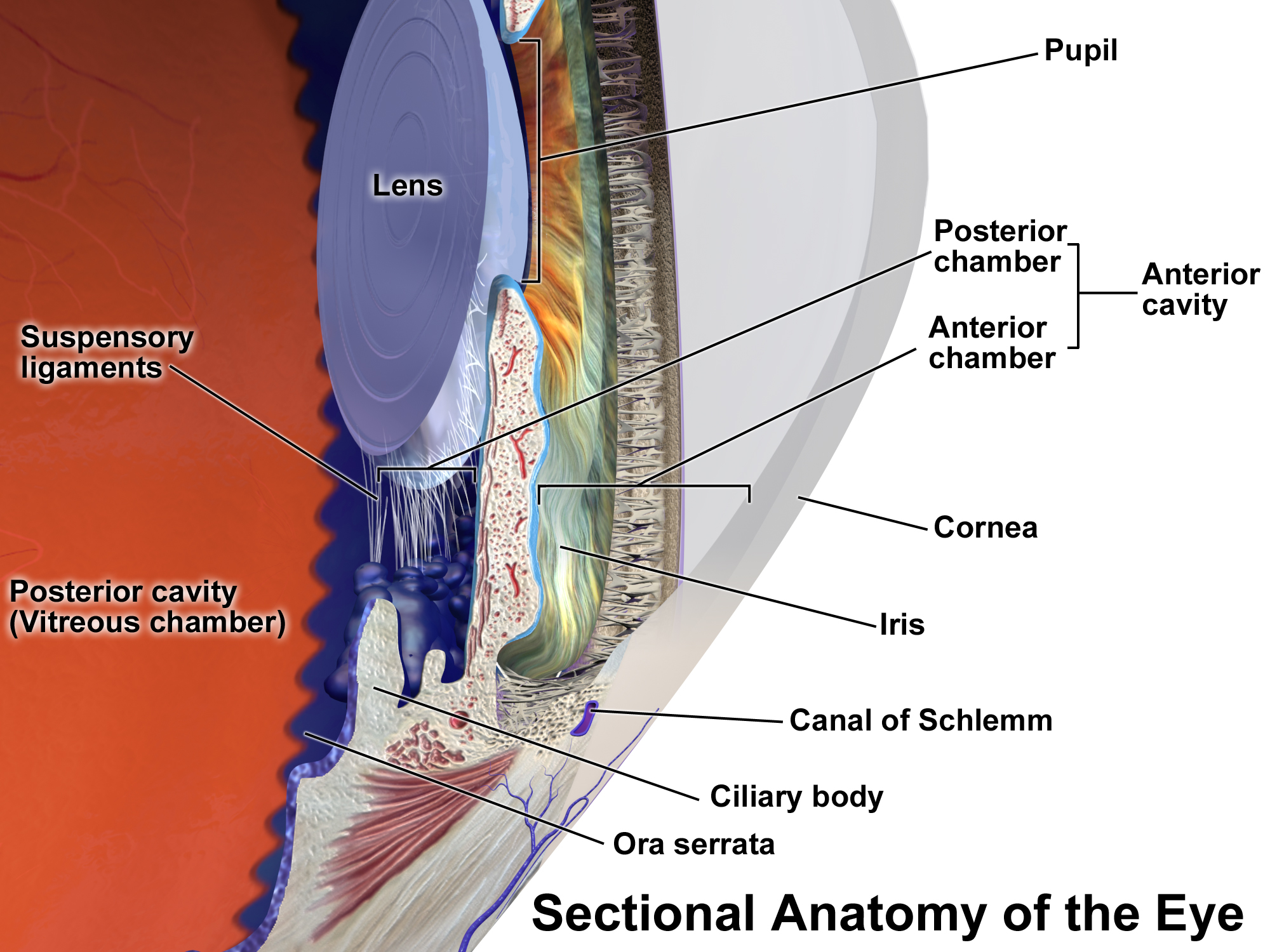
برشی از چشم انسان